# Nesagapostemon
Nesagapostemon es un género monotípico extinto de abeja halíctida en la subfamilia Halictinae. Se conoce una sola especie, Nesagapostemon moronei.
El holotipo está bastante bien preservado en ámbar dominicano del Mioceno en la isla Hispaniola. En el mismo ámbar hay obreras de la especie extinta Proplebeia dominicana que ocultan parte del cuerpo de este ejemplar. Las alas anteriores de la hembra de Nesagapostemon miden 9,9 mm. Las antenas son oscuras.
Nesagapostemon es uno de cinco géneros de Halictidae encontrados en ámbar dominicano. Nesagapostemon tiene una fuerte quilla o carina rodeando el propodeo. La parte basal del propodeo es solo la mitad del largo de la superficie vertical. El género extinto relacionado Eickwortapis tiene un área basal del propodeo que es más larga y no en ángulo. El segundo par de patas está cubierto de denso vello.